# Cartesian Dreams
Cartesian Dreams è il settimo album degli House of Lords, uscito il 18 settembre 2009 per l'Etichetta discografica Frontiers Records.

## Tracce
1. Cartesian Dreams – 5:15
2. Born to Be Your Baby – 4:31
3. Desert Rain – 5:08
4. Sweet September – 3:45 (Christian, Denander, Reed, Baker)
5. Bangin' – 3:32
6. A Simple Plan – 4:25
7. Never Never Look Back – 4:06 (Christian, Denander, Baker)
8. The Bigger They Come – 5:53
9. Repo Man – 4:11
10. Saved By Rock – 4:45
11. Joanna – 3:30
12. The Train (Bonus track) – 4:41

## Formazione
- James Christian - voce
- Jimi Bell - chitarra
- Chris McCarvill - basso, tastiere
- BJ Zampa - batteria